# Vysoká škola technická a ekonomická v Českých Budějovicích

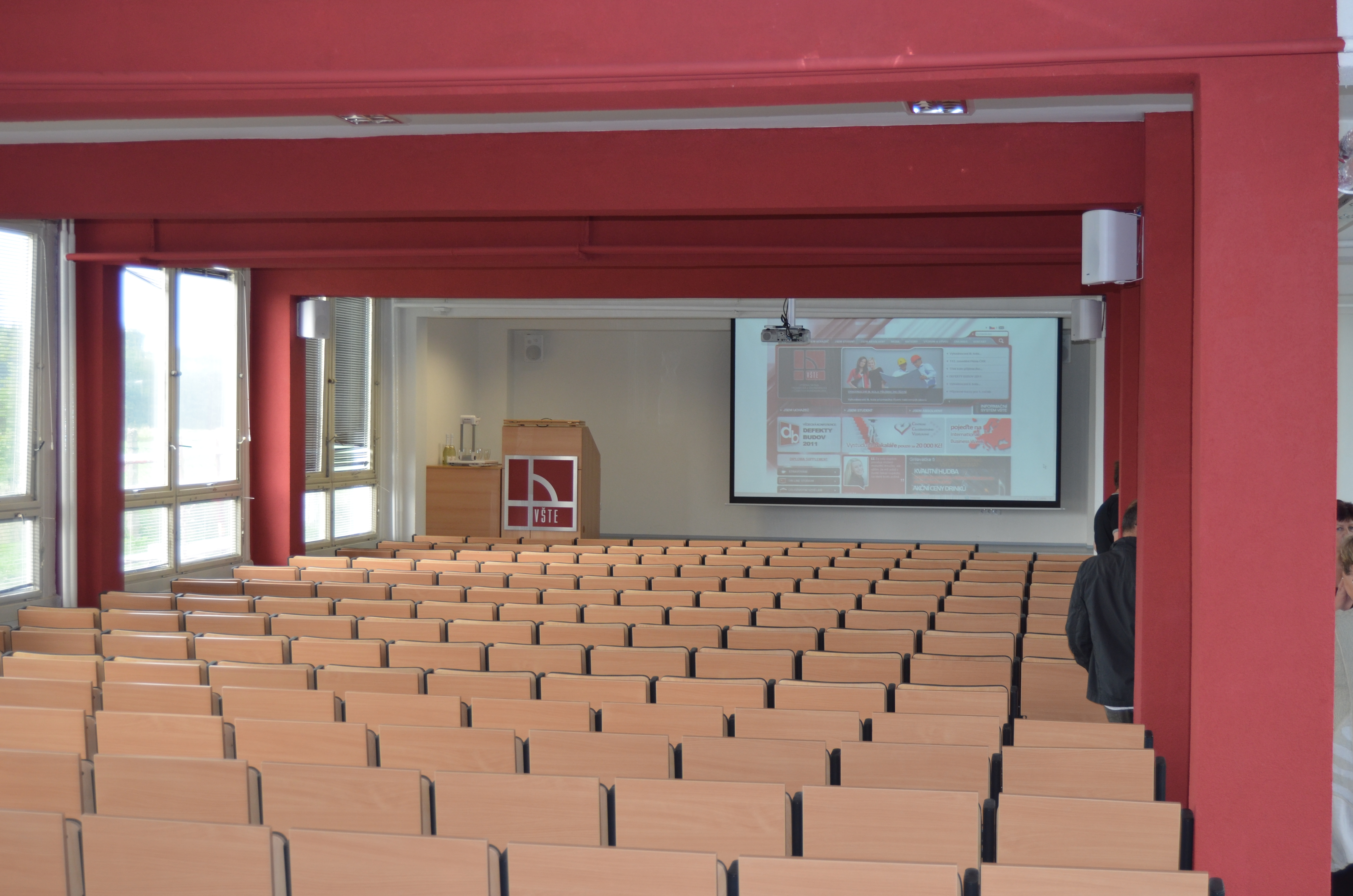
Posluchárna VŠTE

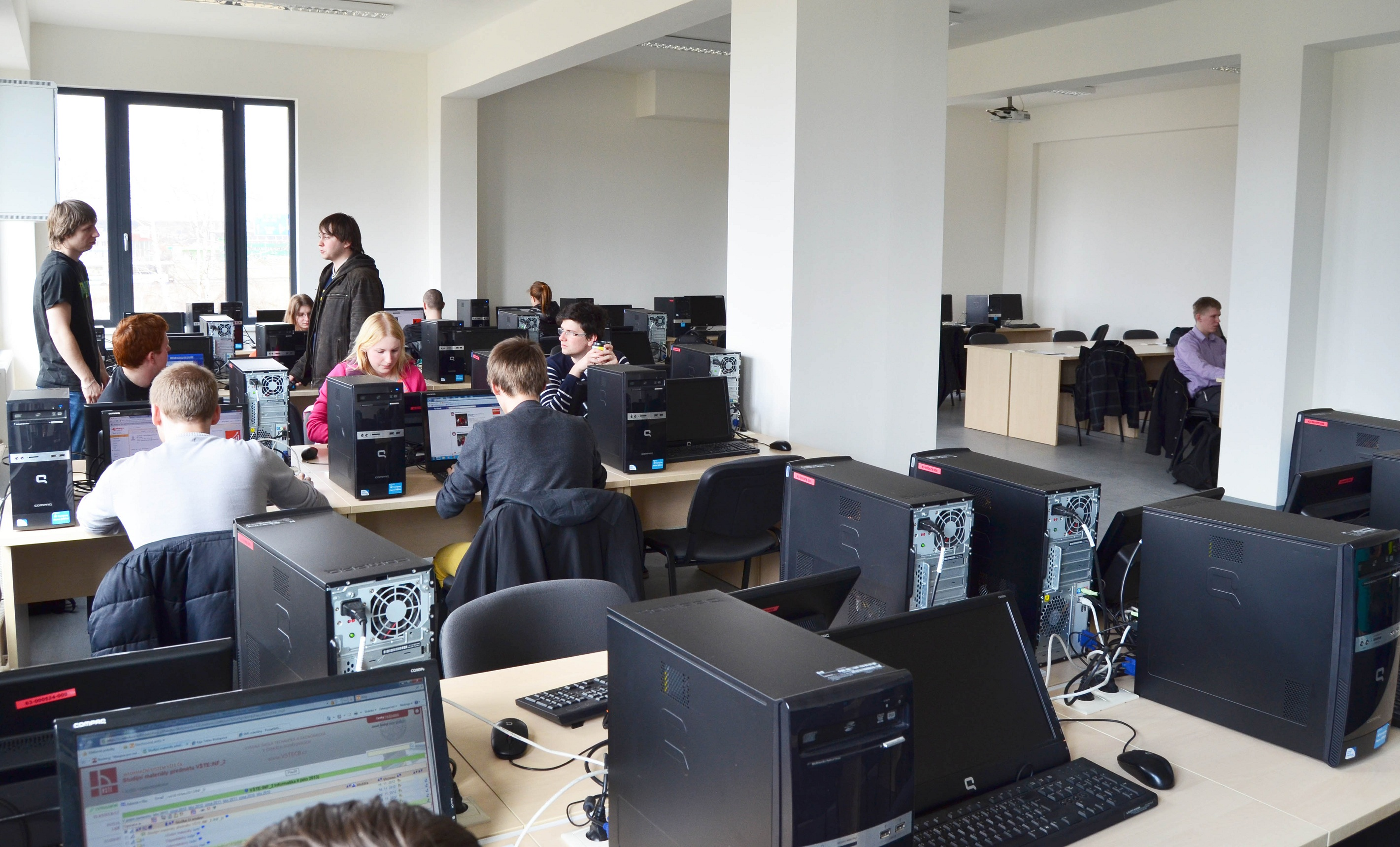
Studovna v budově E

Vysoká škola technická a ekonomická v Českých Budějovicích (VŠTE) je veřejná vysoká škola neuniverzitního typu. Vznikla 27. dubna 2006. Jde o tzv. profesně orientovanou vysokou školu, zaměřuje se tedy na propojení výuky se spoluprací s firmami v rámci studovaného oboru. Jde o jednu ze dvou veřejných vysokých škol s technickými obory v ČR, druhou je Vysoká škola polytechnická Jihlava. 
Od ledna 2025 školu vede prof. Ing. Marek Vochozka, MBA, Ph.D., dr. h.c. V roce 2014 na ní studovaly asi 4 tisíce studentů.

## Akreditované studijní programy
Bakalářské programy
- Technologie a řízení dopravy (3 roky)
- Strojírenství (3 roky)
- Pozemní stavby (4 roky)
- Podniková ekonomika (3 roky)
- Řízení lidských zdrojů (3 roky)

Magisterské programy
- Logistika (2 roky)
- Podniková ekonomika (2 roky)
- Strojírenství (2 roky)
- Strojírenství (2 roky)

## Přidružené subjekty

### Centrum celoživotního vzdělání
Centrum nabízí široké spektrum rekvalifikačních kurzů a kurzů pro veřejnost, přičemž nabídka těchto kurzů se odvíjí od nejmodernějších a nejnovějších trendů na trhu práce a od stále se měnící poptávky veřejnosti po vzdělávacích kurzech. Neméně důležitou úlohou centra je pak příprava a realizace vzdělávacích programů pro zaměstnance školy.

### Studentská unie

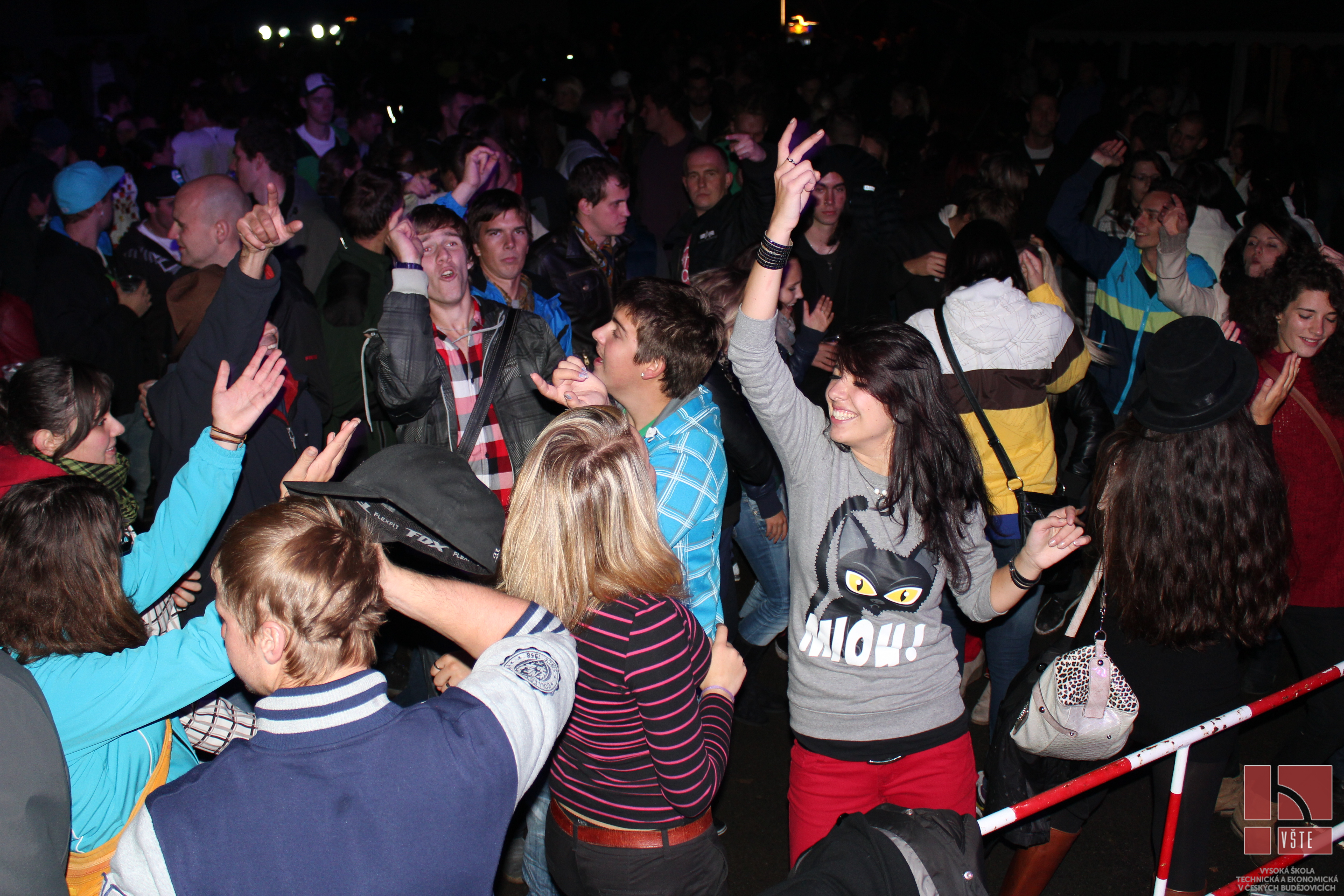
Grilovačka 2012, jedna z akcí pořádaných Studentskou unií VŠTE

V roce 2009 vznikla Studentská unie VŠTE. V jejím čele stojí devítičlenná Rada. Od června 2011 je členem České Studentské Unie, největší sítě sdružující studentské organizace v České republice. Krom provozu studentského klubu unie organizuje též různé kulturní a sportovní akce, např. od roku 2016 hokejové a fotbalové derby mezi VŠTE a Jihočeskou univerzitou.

### ESN VŠTE Budweis
Jedná se o studentský spolek, který vznikl v roce 2012 pod názvem "Buddy VŠTE." Důvodem jeho založení byl zvyšující se počet zahraničních studentů na škole. V roce 2014 se stal spolek součástí neziskové organizace Erasmus Student Network a změnil svůj název na současný. Cílem spolku je pomáhat studentům přijíždějícím ze zahraničí s jejich studentským životem, seznámit je s naší kulturou a pomáhat jim poznat kraj a Českou republiku.

### IPC – Informačně poradenské centrum
Cílem centra je zajišťování podpůrných služeb studentům a uchazečům se zrakovým, sluchovým nebo pohybovým postižením, specifickými poruchami učení, chronickými onemocněními, psychickými poruchami, a poruchami autistického spektra.

### Mateřská školka VŠTE
Mateřská školka vznikla 1. září roku 2014 v novostavbě umístěné v areálu VŠTE. V roce 2018 byla otevřena druhá třída, která rozšířila kapacitu školky na 56 dětí. Školka není určena jen zaměstnancům či studentům, ale mohou ji využívat i lidé z řad veřejnosti.

### Znalecký ústav
Od roku 2015 je VŠTE jmenována znaleckým ústavem pro obory: 
- ekonomika
- stavebnictví
- strojírenství

## Historie
2006
- vznik Vysoké školy technické a ekonomické, dne 17.3.2006.

2007
- zahájena první etapa výstavby informačního střediska VŠTE,
- navázány kontakty s vědecko-výzkumnými institucemi a odbornými organizacemi v tuzemsku a zahraničí jako např. ÚH AV ČR, v.v.i., ČVUT Praha, TU Liberec, VÚMOP Praha, v.v.i., podepsány deklarace o spolupráci s Institute Politécnico de Setúbal v Portugalsku a norskou vysokou školou Narvik University College,
- založení a realizace první fáze výstavby školních centrálních laboratoří jako materiálně-technické podpory vzdělávacím programům školy i pro tvůrčí činnost akademických pracovníků zejména pro technické obory,
- zahájení výuky bakalářského studijního programu Ekonomika a management, studijní obor Ekonomika podniku v prezenční formě studia.

2008
- zkvalitnění vybavení výpočetní technikou a drobným majetkem zabezpečujícím předkládání materiálů a projektů, studijních materiálů a jiných odborných materiálů,
- v březnu byla VŠTE udělena akreditace pro bakalářský studijní program Stavitelství, studijní obor Stavební management v prezenční formě studia.

2009
- byla udělena akreditace pro studijní program Ekonomika a management, obor Ekonomika podniku, v kombinované formě studia,
- vyučován nový obor ve studijním programu Stavitelství, a to studijní obor Konstrukce staveb v prezenční formě studia.

2010
- byla provedena rekonstrukce knihovny, fyzicky byla oddělena studovna od úložiště knihovního fondu,
- studentům byla zpřístupněna nová počítačová studovna,
- zrekonstruována menza a zkvalitněny stravovací podmínky rozšířením nabídky služeb v kantýně a zavedením informačního systému kolejí a menz.

2011
- akreditace studijního programu Stavitelství, studijní obor Stavební management, v kombinované formě studia,
- byla vybudována posluchárna B1 s kapacitou 212 osob a vybavená moderní AV technikou,
- zřízení nové studovny s 25 počítačovými stanicemi a zkvalitnění provozu copy centra,
- VŠTE získala mezinárodní certifikát Diploma supplement Label, tento dokument informuje o totožnosti držitele kvalifikace, o obsahu studia, o úrovni a postavení absolvovaných studijních programů a o dosažených studijních výsledcích.

2012
- byla udělena akreditace pro studijní obor Technologie dopravy a přepravy, v prezenční i kombinované formě studia,
- vybudována nová aula s kapacitou 350 míst, sloužící nejen pro imatrikulaci, promoci ale především k výuce a konferencím, vedle auly vznikla nová knihovna se dvěma studovnami.

2013
- získání certifikátu ECTS Label (European Credit Transfer and Accumulation System), slouží k hodnocení studia vysokoškoláků, umožňuje transparentní uznávání zahraničních studijních pobytů studentů v rámci univerzit a zvyšuje kvalitu i studijní možnosti,
- byla udělena akreditace pro studijní obor Strojírenství, v prezenční formě studia

2014
- prvního září byl oficiálně zahájen provoz Mateřské školky Vysoké školy technické a ekonomické v Českých Budějovicích.

2016
- otevření nového bloku laboratoří pro technické obory (strojírenství, stavitelství, doprava, logistika),
- slavnostní zasedání Akademického senátu a svěcení nových insignií.

2018
- rozšíření areálu VŠTE na Nemanickou ulici v Českých Budějovicích

2019
- akreditace studijního programu Technologie řízení dopravy a přepravy
- akreditace studijního programu Logistika

2021
- akreditace navazujícího magisterského programu Strojírenství

## Časopisy vydávané školou
- Littera scripta
- Návštěvník